# Terceira República da Checoslováquia
Terceira República Checoslovaca (Československá třetí republika ou Třetí republika) foi o período de 1945 a 1948, após a Checoslováquia ser reconstituída no final da Segunda Guerra Mundial.
A Checoslováquia ressurgiria como um Estado soberano não apenas como resultado das políticas dos aliados ocidentais vitoriosos (França, Grã-Bretanha e os Estados Unidos), mas também como uma indicação da força do ideal consagrado na Primeira República da Checoslováquia. No entanto, ao final da guerra, a Checoslováquia cairia dentro da esfera de influência soviética, e esta circunstância influenciou quaisquer planos ou estratégias para a reconstituição pós-guerra. Por conseguinte, a organização política e econômica da Checoslováquia tornou-se, em grande parte, uma questão de negociações entre Edvard Beneš e o Partido Comunista da Checoslováquia (KSČ).
Em fevereiro de 1948, o Partido Comunista da Checoslováquia tomaria o poder em um golpe de Estado. Embora o nome oficial do país manteve-se como República da Checoslováquia até 1960, quando foi alterado para a República Socialista da Checoslováquia; Fevereiro de 1948 é considerado como sendo o fim da Terceira República.